# Ра (літера)

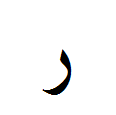
Ізольована форма літери

Ра (араб. راء‎, ра̄’) — десята літера арабської абетки, позначає звук [r].
В ізольованій та початковій позиціях ра має вигляд ﺭ; в кінцевій та серединній — ـر. Літера не зв'язується з наступними після себе в слові.
Ра належить до сонячних літер.
Літері відповідає число 200.
В перській мові ця літера має назву «ре» (перс. ره), звучить як [r].

## В юнікоді
| Юнікод         | U+0631            |
| Ім'я в юнікоді | ARABIC LETTER REH |
| HTML           | &#1585;           |
| ISO 8859-6     | 0xd1              |